# Ice Age: Dawn of the Dinosaurs
Ice Age: Dawn of the Dinosaurs — компьютерная игра, созданная по мотивам мультфильма «Ледниковый период 3: Эра динозавров». Сюжет игры повторяет сюжет фильма. Прежде чем приступить к разработке, к игре было нарисовано множество эскизов. Игра вышла 30 июля 2009 года, а демоверсия — 15 июля 2009 года, хотя в России она вышла ещё раньше — 10 июля 2009 года.

## Сюжет
Игра начинается с того, что ленивец Сид и смилодон Диего рассказывают ночную сказку мамонтёнку Персику. Вспоминая своё последнее приключение, они рассказывают вместе, как все ожидали её рождения, но ожидание превратилось в настоящее приключение.

### Пробуждение Сида
Эпизод первый: Пробуждение Сида — мамонт Мэнни решает поручить опоссумам Крэшу и Эдди, а также самому Сиду принести его жене (мамонтихе Элли) три голубых кристалла. Проходя три разные маршрута, игрок знакомится с первыми чертами геймплея игры: прыжок, удар, наскок, кидание снаряда, очищение преграды. С помощью огня игрок должен сжигать паутину, а с помощью палки — убирать обвал камней. Также игрок знакомится с лавочкой Быстрого Тони (знакомого по второй части мультфильма и предыдущей игре), где можно покупать мини-игры, улучшения, забавные предметы и дополнительные кристаллы (для открытия бонусных опций).

### Детская площадка
Эпизод второй: Детская площадка — Мэнни и Сид пытаются убрать с детской площадки все опасные предметы. Сид должен будет закрыть опасные плоские камни на земле листвой, острые и высокие — замазать грязью, а острые сосульки — растопить огнём. Сам же Мэнни пытается выкорчевать пни (это единственный уровень, где можно играть за Мэнни). Но тут на площадку врываются два бронтотерия Карл и Фрэнк (знакомые по первой части). Сид должен кидать в них грязь, чтобы разозлить, потом обезвредить, залезть на них, и их силами разрушить пять валунов.

### Погоня
Эпизод третий: Погоня — Диего решает проверить свои охотничьи навыки и гонится за газелью. За определённое время надо догнать газель. Также это единственный уровень игры, где можно играть за Диего.

### Одинокий ленивец
Эпизод четвёртый: Одинокий ленивец — убирая опасные предметы на детской площадке, Сид замечает на ледяных фигурках семьи Мэнни, что его фигурки нет среди Мэнни, Элли и будущего Персика, и он решает уйти. Позже Сид проваливается под землю, где ему предстоит пройти через пещеры, полные пауков и летучих мышей. И в конце Сид находит три больших яйца, которые он забирает с собой.

### С горки под горку
Эпизод пятый: С горки под горку — Сид начинает катить яйца, стоя на них и двигаясь. Ему стоит держать равновесие, не попадать в провалы, прыгать через деревья и отбиваться от безумных додо, которые думают, что Сид украл их яйца.

### Беги, Сид, беги!
Эпизод шестой: Беги, Сид, беги! — когда из яиц вылупляются динозаврики, Сид знакомит их с Мэнни и Элли, но в итоге динозаврики устраивают бедлам на детской площадке, и разбивают ледяную фигурку семьи. И тут приходит Мама-Дино в поисках своих детей. Сид с упрямством не отдаёт детей, и Мама-Дино, разозлившись, начала за ним охотиться. Сид начинает бежать среди других животных, перепрыгивать через обрывы и пруды с пираньями, а также уклоняться от укусов Мамы-Дино. Впоследствии Мама-Дино забирает динозавриков и Сида в подземный мир динозавров.

### Орешки для Крысобелки
Эпизод седьмой: Орешек для Скратти — переходный уровень межу локациями внешнего и подземного мира. Скрат проваливается под землю вместе с орехом, и он увидел Скратти, белку-летягу, которая к шоку Скрата забирает его орех. Скрат должен её догнать.

### Бак спешит на помощь
Эпизод восьмой: Бак спешит на помощь — первый уровень за ласку Бака. Бак с высоты видит, как Мэнни, Элли, Диего, Крэш и Эдди были окружены хищными троодонами. Бак решает помочь незнакомцам. Ему предстоит спуститься с горы, пройти через хищных троодонов и не менее опасных дилофозавров, плюющихся ядом. Спасая друзей, Бак представляется. Элли предлагает Мэнни сказать Баку, чтобы он присоединился к ним, но Мэнни, найдя отмазку, что у Бака много дел, они не берут его к себе в стаю.

### Сила цветов
Эпизод девятый: Сила цветов — Бак слышит жалобный крик Элли и спешит к ней. Бак должен залезть на самый большой пень дерева. Но Бак встречает новых врагов — хищные растения (венерину-мухоловку, растение-зерномёт и глазастые непентесы). Среди оппонентов игрока немало диких шершней и огромных стрекоз с шубкой шершня. Также на этом уровне появляется первый мидлбосс — сильный и выносливый анкилозавр. Добегая до Элли, она говорит Баку, что Мэнни и Диего съело гигантское хищное растение. И Бак пообещал Элли спасти их «целыми и непереваренными».

### Корень зла
Эпизод десятый: Корень зла — весь этот уровень — битва Бака с боссом-растением. Само растение очень ядовитое. Атаковать само растение бесполезно, сначала игроку надо атаковать 5 зерномётов, потом 5 земляных лоз, затем ещё раз атаковать 5 зерномётов, потом справиться со стручками и убить 5 зерномётов, стрелять в лепестки и дёргать их лассо, внутри будет что-то вроде апельсина, цветок начинает стрелять ядовитой оранжевой кислотой. От этой кислоты можно защититься фиолетовым сиропом, который находится в растениях. Растения же, в свою очередь, растут вокруг поля боя. Как только вылезают лозы, персонаж стреляет в них личи. К концу остаётся только одна лоза, тогда же герой обмазывается сиропом, быстро бежит к лозе и прыгает вовнутрь.

### Джунгли в эфире
Эпизод одиннадцатый: Скрат в джунглях — Скрат и Скратти, отнимая орех друг у друга, слишком увлеклись, в итоге орех попал в пасть птерозавра. Надо играть поочерёдно за Скрата и Скратти, чтобы найти орех.

### Ожидай неожиданного
Эпизод двенадцатый: Ожидай неожиданного — Бак, чтобы найти Сида, должен был забраться повыше. Дойдя до цели, его новые друзья начинают слушать его правила, но тут мимо проходит Анкилозавр и сталкивает Бака вниз. Бак должен быстро добраться до друзей. Оседлав пахицефалозавра, он может справиться с большим количеством динозавров. Но не всё так хорошо — Бак должен снова отбиться от шершней, избежать отравления нейротоксинами, а также встретиться с новыми врагами — хищными и опасными гуанлонгами. Они могут запросто убить Бака. К тому же, здесь появляется новый мидлбосс — гигантский и сильный трицератопс. В конце уровня появляются лозы, которые очень хорошо запутаны, и Баку нужно по ним ползти, чтобы вернуться к друзьям.

### Полуночники
Эпизод тринадцатый: Полуночники — Бак и его новые друзья устраивают привал. Бак рассказывал о гигантском бариониксе-альбиносе Руди. Бак потратил всю свою жизнь ради охоты на него. Руди лишил его глаза, а сам Руди, в свою очередь, потерял зуб, который ему вырвал Бак. А в это время Мама-Дино и динозаврики ложатся спать. Сид же, беспокоясь за динозавриков, начинает сторожить их. Если какой хищный динозавр подойдёт, то Сид должен стрелять из растения-зерномёта по ним.

### Полёт птеродактиля
Эпизод четырнадцатый: Полёт птеродактиля — друзья помнят о Сиде и продолжают путь к нему. Элли вот-вот собирается родить Персика, и к тому же на неё начинают охотиться гуанлонги. Мэнни и Диего остаются защищать Элли, а Бак с Крэшем и Эдди, оседлав птеродактиля, приводят план в действие. Правда, сначала им предстоит отбиться от птерозавров, шершней, а также от мириостом. Но главная проблема заключается в том, что все враги находятся в пещере с лавой. Это напоминает игры вроде Alien, но не те, где надо биться с чужими.

### Спасение Сида
Эпизод пятнадцатый: Спасение Сида — залетев на птеродактиле во влажную пещеру, Баку всё равно не стало лучше. Шершни и мириостомы всё равно охотятся на героев. Вылетая с пещеры, они видят Сида, за которым гонится Руди. Но за птеродактилем начинают гнаться враждебные птерозавры. Миссия состоит в следующем: надо пройти через 10 воздушных колец, сбить 10 мириостом и убить 25 птерозавров.

### Месть Руди
Эпизод шестнадцатый: Месть Руди — Динозавр Руди помнит, как Бак вырвал его зуб. Увидя Сида, отбившегося от Мамы-Дино, Руди начинает на него охотиться. Этот уровень идентичен уровню «Беги, Сид, беги!»: надо убегать от Руди, уклоняясь от его укусов, перепрыгивать через обрывы, лаву и озёра с пираньями. В конце уровня Сид чуть не свалился с лавового водопада, но его поймал птеродактиль, которого оседлали Бак, Крэш и Эдди.

### Заключения Скрата в смоляной яме
Эпизод семнадцатый: Заключения Скрата в смоляной яме — последний уровень за Скрата и Скратти. В конце уровня Скрат и Скратти находят и отбирают друг у друга орех, но, смотря друг на друга, они бросают орех и уходят от него, держа друг друга за руки.

### Ужасная опасность
Эпизод восемнадцатый: Ужасная опасность — предпоследний уровень игры. Бак собирается вновь перевести друзей через ущелье смерти, к мосту из скелетов. Бак должен перебраться длинным путём через смоляную яму к другому концу ущелья. Но ему надо ещё раз сразиться с троодонами, дилофозаврами, гуанлонгами и боссами: анкилозавром и трицератопсом. А также держать равновесие, перемещаясь на камне над смертельной смолой.

### Мост из скелетов
Эпизод девятнадцатый: Мост из скелетов — после того как Бак переправил друзей через ущелье смерти, на него напал Руди. Бак решает справиться с ним наедине, но Руди загнал его в угол. И именно тут ему помогла Мама-Дино. Бак должен вместе с Мамой разобраться с Руди, и весь этот уровень — это бой с Руди. Так же, как и с растением, атаковать и стрелять по Руди бесполезно. Баку нужно стрелять споромётом (никаким другим оружием не получится) по цветкам, которые держат скалу. Отрывая от скалы огромные камни, которые падают на Руди, Бак выдавливает из него все силы. В конце разозленная Мама-Дино кидает Руди в пропасть.

### Эпилог
Бак не понимал, как теперь ему жить без Руди. Элли предлагает присоединиться к её семье, и поначалу Бак соглашается, но тут он слышит рёв Руди и спешит к нему. Сид с Диего, которые рассказывали сказку Персику, лишь сказали: «А теперь закрывай глазки, и спать. Спокойной ночи!».

## Геймплей персонажей

### Сид
Всю первую половину игры надо играть за него. Играть за него надо на семи различных уровнях. Геймплей Сида разнообразен: он может прыгать, делать двойной прыжок, ударять своими лапами. Но если слишком долго Сид будет в режиме удара, то вскоре он закружится, как следствие — у него закружится голова. И чтобы вернуть его в чувство, игрок должен нажимать кнопку удара. Сид может кидать снаряды. В основном, это комки снега и шишки, а также комки грязи. Сид может также зажигать палку хвороста из костра, чтобы осветить себе дорогу в тёмной пещере, сжечь паутину или льдины. Чтобы растопить льдину, нужно нажать около неё кнопку действия.
На уровне «С горки под гору» геймплей Сида отличается от основных уровней: яйцо может увеличиться, из-за того, что к нему прилипает снег, и с помощью этого можно катиться по двум веткам, расположенным далеко друг от друга. С помощью яйца можно сбивать дронтов, стоящих на таких же камнях, как и яйцо Сида. А также Сид может перепрыгивать на яйце через упавшие деревья, только прыгает сам Сид, а яйцо катится под ним.
На уровнях «Беги, Сид, беги» и «Месть Руди» игра за Сида начинается «со второго лица на трёхмерной поверхности». Сид может уклоняться от укусов динозавров, нажимая на кнопку Shift, и нажимая на кнопки «Лево» и «Право».

### Мэнни
За него надо играть меньше всех в игре, только в самом конце уровня «Детская площадка». Мэнни может делать удар бивнями и хоботом, а также передними ногами.

### Диего
За него надо играть лишь на уровне «Погоня». Диего умеет лишь бежать, прыгать, и нажимая кнопку Shift и вместе с ним «Лево» и «Право», можно делать резкие повороты.

### Бак
За него надо играть бо́льшую часть всей игры. Его геймплей разнообразнее всех других. Он умеет делать двойной прыжок и ударять своим кнутом врагов. Также при различном чередовании кнопок «Удар» и «Действие» можно сделать супер-удары, например, «Ураган», «Укротитель динозавров», «Землетрясение» и не только. Из оружия дальнего боя Бак использует тыквомёт, личи, споромёт и брызгалку. Бак может лазить по лозам растений, а также, если на его пути стоят шипы, может перевернуться и ползти вниз головой. Также есть лозы, на которые герой встаёт и катится. На них Бак может не только уклоняться, но и перепрыгивать с одной лозы на другую. При попадании паров нейротоксина на одном из уровней персонаж начинает кашлять. Если же зелёный поток полностью охватит его, персонаж умирает.
Бак может прыгать с ветки на ветку, крутясь на ней. Также Бак может прыгать с ветки на ветку с помощью своего кнута. Бак может также оседлать пахицефалозавра, сначала с помощью кнута вывести его из сознания, а уже потом сесть на него.

### Скрат и Скратти
Геймплей у них очень похож. Когда приходится за них играть, то игра становится с видом от второго лица сбоку. Они могут ударять, прыгать, делать двойной прыжок, наскок, толкать камни и каштаны. Но Скрат может лазать по деревьям, цепляясь своими когтями, а Скратти — парить, открывая свои перепонки над гейзерами.

## Рецензии
| Сводный рейтинг    | Сводный рейтинг    | Сводный рейтинг    | Сводный рейтинг    | Сводный рейтинг    | Сводный рейтинг     | Сводный рейтинг     |
| Издание            | Оценка             | Оценка             | Оценка             | Оценка             | Оценка              | Оценка              |
| Издание            | DS                 | PC                 | PS2                | PS3                | Wii                 | Xbox 360            |
| ------------------ | ------------------ | ------------------ | ------------------ | ------------------ | ------------------- | ------------------- |
| GameRankings       | 54,33 % (3 обзора) | 68,00 % (3 обзора) | 73,33 % (3 обзора) | 70,06 %            | 75,40 %             | 69,64 %             |
| Metacritic         | 54/100 (4 обзора)  | 67/100 (5 обзоров) | N/A                | 67/100 (23 обзора) | 75/100 (28 обзоров) | 68/100 (28 обзоров) |
| MobyRank           | N/A                | 68/100             | 68/100             | 69/100             | 73/100              | 70/100              |
| Иноязычные издания |                    |                    |                    |                    |                     |                     |
| Издание            | Оценка             | Оценка             | Оценка             | Оценка             | Оценка              | Оценка              |
| Издание            | DS                 | PC                 | PS2                | PS3                | Wii                 | Xbox 360            |
| AllGame            | [ 18 ]             | [ 19 ]             | [ 20 ]             | [ 21 ]             | [ 22 ]              | [ 23 ]              |

| Иноязычные издания    | Иноязычные издания |
| Издание               | Оценка             |
| --------------------- | ------------------ |
| GameSpot              | 6,5/10             |
| GamesRadar+           | [ 25 ]             |
| IGN                   | 6,5/10             |
| Русскоязычные издания |                    |
| Издание               | Оценка             |
| «Игромания»           | 5,0/10             |